# Triphaenopsis diminuta
Triphaenopsis diminuta là một loài bướm đêm trong họ Noctuidae.